# Gottfried von Preyer’sches Kinderspital

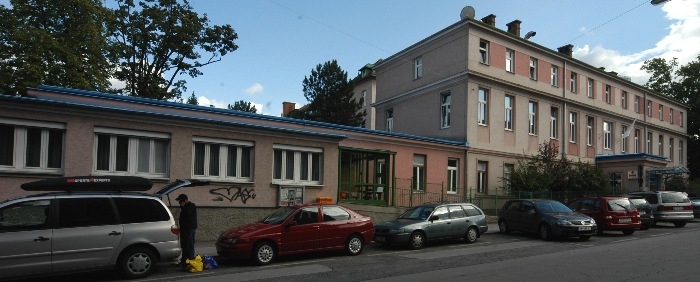
Das Gottfried von Preyer'sche Kinderspital in Wien-Favoriten

Das Gottfried von Preyer'sche Kinderspital war ein vom Wiener Krankenanstaltenverbund geführtes Krankenhaus in der Schrankenberggasse 31 im 10. Wiener Gemeindebezirk Favoriten.

## Geschichte
Das Gottfried von Preyer’sche Kinderspital geht auf eine Stiftung des 1901 verstorbenen Komponisten und kaiserlichen Rats Gottfried von Preyer zurück.
Das zwischen 1910 und 1914 errichtete Spital mit 80 Betten wurde von den Ordensschwestern von der „Kongregation der Dienerinnen vom Heiligsten Herzen Jesu“ geführt, während der jeweilige Erzbischof von Wien als Kurator der Stiftung fungierte.
Während des Ersten Weltkriegs wurde das Preyer’sche Kinderspital dem Wiener Garnisonsspital angeschlossen und konnte erst nach Kriegsende seiner eigentlichen Bestimmung als Krankenhaus für Kinder zugeführt werden.
Da während der Zwischenkriegszeit durch die Inflation das Stiftungskapital verloren ging, wurde das Kinderspital – um seinen Fortbestand zu sichern – bis 1934 als Teil des Kaiser Franz Josef-Spitals geführt und ab Jänner 1935 dem Krankenhaus Lainz angeschlossen.
Nach dem Anschluss Österreichs an das Dritte Reich wurde am 18. Jänner 1939 das Kuratorium aufgelöst. Die Stiftung wurde in das Eigentum der Stadt Wien überführt und der Name auf „Wiener städtisches Kinderkrankenhaus Favoriten“ geändert.
Im Frühjahr 1945 musste das Spital wegen Bombenschäden geschlossen werden, konnte aber am 1. Juli des gleichen Jahres als „Gottfried von Preyer’sches Kinderspital“ wieder geöffnet werden.
Die Erzdiözese Wien, die 1945 wieder Kurator der Stiftung geworden war, übergab 1955 das Spital in das Eigentum der Stadt Wien. Zwischen 1974 und 1975 mussten sich die Herz-Jesu-Schwestern wegen Personalmangel aus dem Spitalsdienst zurückziehen. An ihre Stelle trat weltliches Pflegepersonal.
In den Jahren nach dem Zweiten Weltkrieg wurde das Preyer’sche Kinderspital immer wieder aus- und umgebaut, so dass ein Maximalstand von 300 Betten erreicht wurde. Um auch Begleitpersonen von stationär aufgenommenen Kindern ein Nächtigen im Spital zu ermöglichen, musste der systemisierte Bettenstand bis zum Jahr 2000 auf 130 Betten reduziert werden. Bis zum Jahr 2006 sank diese Zahl weiter auf 82.
Der UNESCO-Forderung nach einer kindgerechten Spitalsumgebung (Möglichkeiten zum Spielen und Erholen, aber auch Schulbildung) wurde das Preyer’sche Kinderspital zwar gerecht, die Erfüllung der UNO-Charta 1988 („Kind im Krankenhaus“) fiel wegen der angespannten Raumsituation trotz der Auslagerung der hauseigenen Apotheke allerdings schwer.
Ende August 2003 wurde die kinderchirurgische Abteilung geschlossen, am 3. Juni 2016 auch das Gottfried von Preyer'sche Kinderspital.
Die Leistungen übersiedelten im Juni 2016 ins nahegelegene Kaiser-Franz-Josef-Spital, welches am 1. Juni 2020 in Klinik Favoriten umbenannt wurde.  Sie werden im neu errichteten Mutter-Kind- und OP-Zentrum erbracht.
2017 wurde das Gebäude abgerissen.  Auf dem 2,5 Hektar großen Spitalsareal entstand bis November 2019 das gemeinnützige Favoritner Wohnprojekt Preyer'sche Höfe.

## Abteilungen und Ambulanzen (bis Juni 2016)

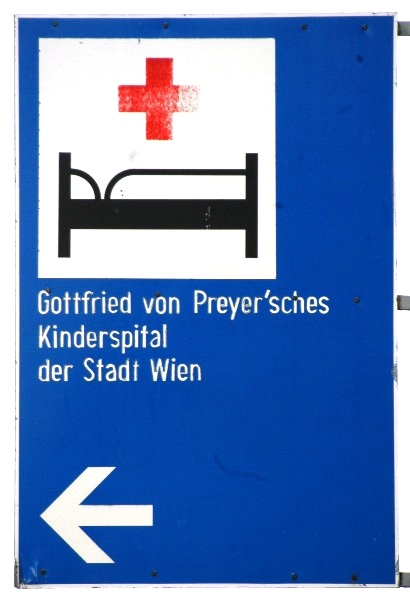
Gottfried von Preyer'sches Kinderspital – Hinweistafel

- Abteilungen:

Interne Abteilung für Kinder- und Jugendheilkunde
- Ambulanzen:

Baby-care-Ambulanz
Dermatologische Ambulanz
Ambulanz für hormonelle Störungen (Endokrinopathien) und Zuckerkrankheit (Diabetes mellitus)
Entwicklungsneurologische Ambulanz
Epilepsie-Ambulanz
Gastroenterologische Ambulanz
Kardiologische Ambulanz
Nephrologisch-urologische Ambulanz
Psychosomatik-Ambulanz
Pulmologische Ambulanz
Rheuma- und Knochen-Ambulanz
Konsiliarambulanz für Kinderchirurgie
Konsiliarambulanz für Stoffwechselstörungen und Genetik
Kopfschmerz Ambulanz
Notfallsambulanz
Konsiliarambulanz für HNO
Konsiliarambulanz für Orthopädie

### Wiener Heilstättenschule
Neben der Internen Abteilung für Kinder- und Jugendheilkunde und den Ambulanzen verfügt das Gottfried von Preyer'sche Kinderspital auch über drei Klassen der Wiener Heilstättenschule für schulpflichtige Kinder (1. bis 9. Schulstufe).
An Werktagen werden noch nicht schulpflichtige Patienten vormittags von einer Kindergärtnerin betreut. An den Nachmittagen (Montag bis Donnerstag) werden die gesunden Geschwister der Patienten betreut. Damit sollen die Eltern die Möglichkeit bekommen, sich besonders den kranken Kindern widmen zu können.

### Preyer Kinderschutzgruppe
Die Preyer Kinderschutzgruppe wurde 1996 vom Kinderchirurgen Universitätsdozent Doktor Günther Fasching nach dem Vorbild der Kinderschutzgruppe am Grazer Universitätsklinikum und Kinderschutzgruppen in der Schweiz gegründet, um Kindern und Jugendlichen bis 18 Jahren, die Opfer von Misshandlungen oder sexuellen Missbrauchs sind, zu helfen.

## Statistik

### Stationäre Patienten
Im Jahr 2006 wurden bei einem Stand von 82 systemisierten Betten von 330 Bediensteten 4.258 Patienten bei einer durchschnittlichen Verweildauer von 5,2 Tagen behandelt. Die Ambulanzen wurden im Jahr 2006 von 48.737 Patienten aufgesucht.

### Finanzen
Im Jahr 2006 beliefen sich die Ausgaben auf 19.326.198,43 und die Einnahmen auf 19.327.480,54 Euro